# Stockholms söndagsskolförenings sångbok (1882)
Stockholms söndagsskolförenings sångbok gavs ut av Evangeliska fosterlandsstiftelsens förlag i sin elfte upplaga 1888 men fastställdes bara några år innan, 1882. Antalet upplagor mellan 1882 och 1888 kan troligen anses vara betydande för sin tid. Boken sammanställdes av en psalmbokskommitté som kallades "Komité" (enligt dåtida stavning), utsedd av Stockholms Lutherska Söndagsskolförening och Stockholms Evangeliskt-Lutherska Missionsförening. Grundsatserna för sammanställningen var bland annat "dels att ur längre sånger endast upptaga ett mindre antal verser, för att icke sången tilläfventyrs genom sin längd må blifva för barnet tröttande, dels att endast upptaga sånger, fullt lämpade för barnets fattningsförmåga, på grund hvaraf många i sig sjelf mycket goda sånger uteslutits".
De "Komiterade" konstaterade i avslutningen på förordet att:
På grund af vägran från förläggaren af Sankeys sånger, hafva Komiterade tyvärr blifvit nödsakade att vid sångerna N:ris 40, 72 och 78 använda en öfversättning, afvikande från den allmänt begagnade
Boken innehåller 110 sånger varav de från nummer 80 är ett urval med spridda verser från psalmer ur 1819 års psalmbok (urvalet motsvarar något mindre än hälften av dem som förekommer i Sionstoner 1889). På grund av urvalet av verser sammanfaller inte alltid titelraderna med den svenska psalmboken, men varje psalm har hänvisningsnummer till den svenska psalmboken. 

### Fotnoter
1. ↑  ”Stockholms Söndagsskolförenings sångbok” (på engelska). Worldcat. 10 mars 1882. https://www.worldcat.org/title/stockholms-sondagsskolforenings-sangbok/oclc/924094523&referer=brief_results. Läst 16 oktober 2017.